# Последний романтик планеты Земля
«Последний романтик планеты Земля» (фр. Les derniers jours du monde) — художественный фильм режиссёров Арно Ларьё и Жан-Мари Ларьё, экранизация романа Доминика Ногеса «Последние дни мира» (научная фантастика).
Фильм вышел на экраны в 2009 году.

## Сюжет
Преподаватель географии в прошлом, ныне — начинающий писатель Робинсон с женой приезжает на отдых в Биарриц. В этом городке ещё до недавнего жили его родители, которые пропали в открытом море на прогулочной яхте.
Учащаются сообщения о приближающемся апокалипсисе. В городах Европы свирепствует вирус, уносящий жизни тысячи людей. Франция погружается в хаос. Робинсон пытается разыскать девушку Летисию, с которой познакомился в Биаррице и проводил время тайком от жены. Летисия — мечта и наваждение Робинсона. Действие разворачивается параллельно с трагическими событиями — бомбардировкой Парижа, массовых смертей и паники оставшихся в живых.
Некоторое время Робинсона сопровождает Омбелин Ребо, продавщица маленького магазинчика в Биаррице. Несколько лет назад у неё был роман с отцом Робинсона, а  теперь она завязывает любовные отношения с сыном. Робинсон хочет расстаться с ней. В конце концов Омбелин кончает жизнь самоубийством.
Дальнейшие поиски приводят Робинсона в Сарагосу, где живёт мать Ирис — еще одной знакомой девушки; в замок, переоборудованный в убежище. Наконец, в Париже происходит встреча Робинсона с Летицией. Обнаженные, они пробегают по улицам города и замирают, обняв друг друга под очередной взрыв…

## В ролях
- Матьё Амальрик — Робинсон Лаборд
- Катрин Фро — Омбелин Ребо
- Карин Виар — Хлоя, жена Робинсона
- Сержи Лопес — Тео Русей, оперный тенор
- Клотильда Эсме — Айрис Дарканг, дочь Тео
- Омахира Мота — Летисия (Лей)

### В эпизодах
- Пьер Пелле — Седрик Рибо
- Манон Бодуэн — Мелани
- Серж Бозон — Омер Магаль
- Жак Ноло — доктор Abeberry
- Байа Белаль — мать Лей
- Даниэль Изоппо
- Даниэль Коэн
- Сабин Азема — маркиза
- Жюльен Ривьер
- Кристиан Газио

## Съёмочная группа
- Режиссёры:
  - Арно Ларьё
  - Жан-Мари Ларьё
- Сценарий:
  - Арно Ларьё
  - Жан-Мари Ларьё
  - Доминик Ногес[фр.]
- Оператор: Тьерри Арбогаст
- Монтажёр: Аннетт Дютертри
- Композитор: 
  - Мануэль де Фалья
  - Лео Ферре
  - Даниэль Дарк
- Художники:
  - Ана Альваргонсалес
  - Лорен Дюпер-Клеман
- Продюсер: Брюно Пезери

## Факты
- Премьерные показы фильма проходили на Международном кинофестивале в Локарно (9 августа 2009, Швейцария), Международном кинофестивале в Торонто (17 сентября 2009, Канада), Международном кинофестивале в Стокгольме (19 ноября 2009, Швеция).
- Места съёмок:
  - Биарриц — в кадрах показана набережная, казино, маяк
  - Памплона — показан эпизод с забегом быков